# Erannis obscurata
Erannis obscurata là một loài bướm đêm trong họ Geometridae.